# Jade Weber
Jade Weber (Hongkong, 2005. március 7.–) francia modell.

## Élete
Weber 9 éves kortól modellkedik. Egy fotós látta meg és javasolta az édesanyjának, hogy vigye el egy ügynökséghez.
Olyan márkákkal dolgozott együtt, mint a Forever 21, H&M, Hudson Jeans, Ralph Lauren, Levi's, és Guess.
Feltűnt MattyBRaps Moment, és Spirix Runaway című klipjében.
2017-ben az ENewsOf a világ tíz legszebb gyereke közé jelölte.

## Együttműködés
- Forever 21
- H&M
- Hudson
- Ralph Lauren Chaps
- Abercrombie and Fitch
- Levi’s
- Justice
- Miss Behave Girl
- Bloomingdales
- Nordstrom
- Kohl’s
- Modern Queen Kids
- Tillys
- Guess
- Real-U Australia